# Hans Klein (Mediziner)
Hans Klein (* 18. November 1912 in Heiligenwald; † 21. November 1984 in Heidelberg) war ein deutscher Pathologe und Hochschullehrer.

## Leben
Klein war zunächst als promovierter Pathologe unter Berthold Ostertag als Oberarzt am Berliner Rudolf-Virchow-Krankenhaus tätig. Gemeinsam mit Ostertag obduzierte er Kinder, die in der Kinderfachabteilung der Städtischen Nervenklinik für Kinder und Jugendliche Wiesengrund (Berlin-Wittenau) im Rahmen der Kinder-Euthanasie ermordet wurden. Entgegen verschiedener Behauptungen ist nicht gesichert, ob er Mitglied der SS wurde. Ab 1944 war Klein als leitender Pathologe an den Heilanstalten Hohenlychen, die von der SS auch als Sanatorium genutzt wurden, tätig, wohin er aus dem Virchow-Krankenhaus verlagert worden war. Im Januar 1945 nahm Klein in Hohenlychen histologische Untersuchungen an den Lymphknoten von jüdischen Kindern vor, die Opfer der TBC-Versuche des Mediziners Kurt Heißmeyers im KZ Neuengamme waren. Diese 20 Kinder wurden in der Nacht zum 21. April 1945 am Bullenhuser Damm zur Vertuschung des Verbrechens erhängt. Klein kooperierte wissenschaftlich auch mit Hans Nachtsheim.
Nach Kriegsende habilitierte er sich 1949 an der Ruprecht-Karls-Universität Heidelberg mit der Schrift Das Pelger-Gen und seine Manifestierung. I. Die Pelger-Anomalie der Leukocyten und die pathologische Anatomie des neugeborenen Homocygoten Pelger-Kaninchens: Ein Beitrag zum Formenkreis der fetalen Chondrodystrophie und wurde dort Lehrbeauftragter. Ab 1961 lehrte Klein an der Universität Heidelberg als außerplanmäßiger Professor und wurde 1965 Abteilungsvorstand am Heidelberger Institut für Gerichtliche Medizin, wo er mit dem Rechtsmediziner Werner Janssen zusammenarbeitete. Klein wurde nach Kriegsende juristisch nicht belangt. Er unterhielt weiterhin Kontakte zu Hans Nachtsheim, Berthold Ostertag und Fritz Fischer.